# رولاند ثايل
رولاند ثايل هو لاعب كرة قدم لوكسمبورغي في مركز الوسط، ولد في 25 نوفمبر 1954 في لوكسمبورغ، وتوفي في 25 مارس 2017.

## وصلات خارجية
- رولاند ثايل على موقع قاعدة بيانات كرة القدم.إي يو (الإنجليزية)
- رولاند ثايل على موقع عالم كرة القدم.نت (الإنجليزية)